# Каторга и ссылка
«Ка́торга и ссы́лка» — историко-революционный журнал, выпускавшийся в Москве с 1921 по 1935 год. Орган Всесоюзного общества бывших политкаторжан и ссыльнопоселенцев.

## История
Историко-революционный журнал «Каторга и ссылка» начали издавать в Москве в 1921 году и закончили в 1935 году. С 1923 года по 1927 год журнал публиковался под общей редакцией В. Д. Виленского-Сибирякова. С 1927 года по 1929 год — Ф. Я. Кона. С 1929 года по 1935 год — И. А. Теодоровича. Главные области журнала «Каторга и ссылка»: история революционного движения в России; тюрьма, каторга, ссылка и эмиграция; некрологи; библиографии; хроники. Кроме того, издавались исследовательские статьи на тему революции, мемуары и архивы.
Среди авторов были активисты из партии большевиков и Коминтерна, такие как: А. М. Коллонтай, Б. Кун, Д. З. Мануильский, С. И. Мицкевич, В. И. Невский, Н. А. Семашко, Ем. Ярославский; народовольцы: В. Н. Фигнер, М. Ф. Фроленко, А. В. Якимова-Диковская; помогали: Ю. В. Готье, А. В. Шестаков, Н. М. Дружинин, Б. П. Козьмин, С. Е. Лион, заведующий редакцией журнала, М. В. Нечкина, А. Е. Пресняков, Е. В. Тарле и историки.
Всего напечатано 116 выпусков.